# Азатамут
Азатаму́т (арм. Ազատամուտ) — село в Тавушской области Армении. Ранее Азатамут имело статус посёлка городского типа. Село расположено на правом берегу реки Агстев, в 16 км к северу от Иджевана. Недалеко от села проходит граница с Азербайджаном. Рядом находятся сёла Дитаван, Ачаджур и Севкар. В селе есть школа и детский сад.
Главой сельской общины является Жора Мартиросян.